# Convención Bautista Ecuatoriana
La Convención Bautista Ecuatoriana es una asociación cristiana evangélica de iglesias bautistas que tiene su sede en Guayaquil, Ecuador. Ella está afiliada a la Unión Bautista Latinoamericana y a la Alianza Bautista Mundial.

## Historia
La Convención tiene sus orígenes en una misión americana de la Junta de Misiones Internacionales en 1950.  Se funda en 1972. Según un censo de la asociación, en 2023 dijo que tenía 248 iglesias 23,560 miembros.